# Georg Willem Comello
Georg Willem Comello (Assen, 8 mei 1902 – 3 juli 1968
) was een Nederlandse journalist en burgemeester. Hij was lid van de NSB.

## Leven en werk
Comello werd in 1902 in Assen geboren als zoon van de huisschilder Georg Comello en Margje Tomas. Hij was achtereenvolgens leerling journalist in Assen, redacteur van het Haarlemsch Dagblad, medewerker van De Telegraaf en hoofdredacteur van de Meerbode in Aalsmeer. Hij werd lid van de NSB en begunstigend lid van de Germaansche SS. In 1944 werd hij benoemd tot waarnemend burgemeester van Dwingeloo. In die functie verleende hij hand-en-spandiensten aan de bezetter. Op 9 april 1945 werd hij als burgemeester ontslagen. Voor zijn rol tijdens de Tweede Wereldoorlog werd door de advocaat-fiscaal vijf jaar gevangenisstraf geëist en levenslange ontzetting uit de kiesrechten. Het Bijzonder Gerechtshof te Assen veroordeelde hem tot een gevangenisstraf van vier jaar. Hij werd door de Raad van Beroep van de Perszuivering voor tien jaar uitgesloten van de beroepsuitoefening als journalist.
Comello trouwde in 1930 te Zandvoort met Adriana de Groot. 